# Sauvagnac
Sauvagnac è un comune francese di 76 abitanti situato nel dipartimento della Charente, nella regione della Nuova Aquitania.

## Società

### Evoluzione demografica
Abitanti censiti